# Escalar de Lorentz
Em uma teoria relativística da física, um escalar de Lorentz é uma expressão, formada a partir de itens da teoria, que resulta em um  escalar, invariante sob qualquer transformação de Lorentz. Um escalar de Lorentz pode ser gerado a partir, por exemplo, do produto escalar de vetores ou da contração de tensores da teoria. Enquanto os componentes de vetores e tensores são, em geral, alterados sob transformações de Lorentz, os escalares de Lorentz permanecem inalterados.
Um escalar de Lorentz nem sempre é imediatamente visto como um escalar invariante no sentido matemático, mas o valor escalar resultante é invariante sob qualquer transformação de base aplicada ao espaço vetorial, no qual se baseia a teoria considerada. Um escalar de Lorentz simples no espaço-tempo de Minkowski é a distância no espaço-tempo ("comprimento" de sua diferença) de dois eventos fixos no espaço-tempo. Enquanto os quadrivetores de "posição" dos eventos mudam entre diferentes referenciais inerciais, sua distância no espaço-tempo permanece invariante sob a transformação de Lorentz correspondente. Outros exemplos de escalares de Lorentz são o "comprimento" de quadrivelocidades (veja abaixo), ou a curvatura de Ricci em um ponto no espaço-tempo da relatividade geral, que é uma contração do tensor de curvatura de Riemann ali.

## Escalares simples na relatividade especial

### O comprimento de um vetor de posição

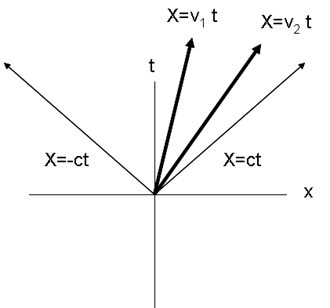
Linhas mundiais para duas partículas em velocidades diferentes.

Na relatividade especial, a localização de uma partícula no espaço-tempo quadridimensional é dada por
{\displaystyle x^{\mu }=(ct,\mathbf {x} )}
onde {\displaystyle \mathbf {x} =\mathbf {v} t} é a posição no espaço tridimensional da partícula, {\displaystyle \mathbf {v} } é a velocidade no espaço tridimensional e {\displaystyle c} é a velocidade da luz.
O "comprimento" do vetor é um escalar de Lorentz e é dado por
{\displaystyle x_{\mu }x^{\mu }=\eta _{\mu \nu }x^{\mu }x^{\nu }=(ct)^{2}-\mathbf {x} \cdot \mathbf {x} \ {\stackrel {\mathrm {def} }{=}}\ (c\tau )^{2}}
onde {\displaystyle \tau } é o tempo adequado medido por um relógio no referencial de repouso da partícula e a  métrica de Minkowski é dada por
{\displaystyle \eta ^{\mu \nu }=\eta _{\mu \nu }={\begin{pmatrix}1&0&0&0\\0&-1&0&0\\0&0&-1&0\\0&0&0&-1\end{pmatrix}}.}
Esta é uma métrica semelhante ao tempo.
Frequentemente, a assinatura alternativa da  métrica de Minkowski, na qual os sinais dos uns são invertidos, é usada.
{\displaystyle \eta ^{\mu \nu }=\eta _{\mu \nu }={\begin{pmatrix}-1&0&0&0\\0&1&0&0\\0&0&1&0\\0&0&0&1\end{pmatrix}}.}
Esta é uma métrica semelhante ao espaço.
Na métrica de Minkowski, o intervalo espacial {\displaystyle s} é definido como
{\displaystyle x_{\mu }x^{\mu }=\eta _{\mu \nu }x^{\mu }x^{\nu }=\mathbf {x} \cdot \mathbf {x} -(ct)^{2}\ {\stackrel {\mathrm {def} }{=}}\ s^{2}.}
Usamos a métrica de Minkowski semelhante ao espaço no restante deste artigo.

### O comprimento de um vetor de velocidade

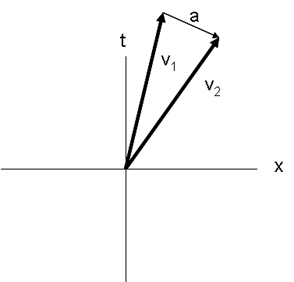
Os vetores de velocidade no espaço-tempo para uma partícula em duas velocidades diferentes. Na relatividade, uma aceleração é equivalente a uma rotação no espaço-tempo

A velocidade no espaço-tempo é definida como
{\displaystyle v^{\mu }\ {\stackrel {\mathrm {def} }{=}}\ {dx^{\mu } \over d\tau }=\left(c{dt \over d\tau },{dt \over d\tau }{d\mathbf {x}  \over dt}\right)=\left(\gamma c,\gamma {\mathbf {v} }\right)=\gamma \left(c,{\mathbf {v} }\right)}
onde
{\displaystyle \gamma \ {\stackrel {\mathrm {def} }{=}}\ {1 \over {\sqrt {1-{{\mathbf {v} \cdot \mathbf {v} } \over c^{2}}}}}.}
A magnitude da quadrivelocidade é um escalar de Lorentz,
{\displaystyle v_{\mu }v^{\mu }=-c^{2}\,.}
Portanto, c é um escalar de Lorentz.

### O produto interno da aceleração e da velocidade
A quadriaceleração é dada por
{\displaystyle a^{\mu }\ {\stackrel {\mathrm {def} }{=}}\ {dv^{\mu } \over d\tau }.}
A quadriaceleração é sempre perpendicular à quadrivelocidade
{\displaystyle 0={1 \over 2}{d \over d\tau }\left(v_{\mu }v^{\mu }\right)={dv_{\mu } \over d\tau }v^{\mu }=a_{\mu }v^{\mu }.}
Portanto, podemos considerar a aceleração no espaço-tempo simplesmente como uma rotação da quadrivelocidade. O produto interno da aceleração e da velocidade é um escalar de Lorentz e é zero. Esta rotação é simplesmente uma expressão de conservação de energia:
{\displaystyle {dE \over d\tau }=\mathbf {F} \cdot \mathbf {v} }
onde {\displaystyle E} é a energia de uma partícula e {\displaystyle \mathbf {F} } é a triforça na partícula.

## Energia, massa em repouso, trimomento e trivelocidade a partir do quadrimomento
O quadrimomento de uma partícula é
{\displaystyle p^{\mu }=mv^{\mu }=\left(\gamma mc,\gamma m\mathbf {v} \right)=\left(\gamma mc,\mathbf {p} \right)=\left({\frac {E}{c}},\mathbf {p} \right)}
onde {\displaystyle m} é a massa de repouso da partícula, {\displaystyle \mathbf {p} } é o momento no espaço tridimensional e {\displaystyle E=\gamma mc^{2}} é a energia da partícula.

### Medição da energia de uma partícula
Considere uma segunda partícula com quadrivelocidade {\displaystyle u} e uma trivelocidade {\displaystyle \mathbf {u} _{2}}. No referencial de repouso da segunda partícula, o produto interno de {\displaystyle u} com {\displaystyle p} é proporcional à energia da primeira partícula
{\displaystyle p_{\mu }u^{\mu }=-E_{1}}
onde o subscrito 1 indica a primeira partícula.
Como a relação é verdadeira no referencial de repouso da segunda partícula, ela é verdadeira em qualquer referencial. {\displaystyle E_{1}}, a energia da primeira partícula no referencial da segunda partícula, é um escalar de Lorentz. Portanto,
{\displaystyle E_{1}=\gamma _{1}\gamma _{2}m_{1}c^{2}-\gamma _{2}\mathbf {p} _{1}\cdot \mathbf {u} _{2}}
em qualquer referencial inercial, onde {\displaystyle E_{1}} ainda é a energia da primeira partícula no referencial da segunda partícula.

### Medição da massa de repouso da partícula
No referencial de repouso da partícula, o produto interno do momento é
{\displaystyle p_{\mu }p^{\mu }=-(mc)^{2}\,.}
Portanto, a massa de repouso (m) é um escalar de Lorentz. A relação permanece verdadeira independentemente do referencial no qual o produto interno é calculado. Em muitos casos, a massa de repouso é escrita como {\displaystyle m_{0}} para evitar confusão com a massa relativística, que é {\displaystyle \gamma m_{0}}.

### Medição do trimomento da partícula
Observe que
{\displaystyle \left({\frac {p_{\mu }u^{\mu }}{c}}\right)^{2}+p_{\mu }p^{\mu }={E_{1}^{2} \over c^{2}}-(mc)^{2}=\left(\gamma _{1}^{2}-1\right)(mc)^{2}=\gamma _{1}^{2}{\mathbf {v} _{1}\cdot \mathbf {v} _{1}}m^{2}=\mathbf {p} _{1}\cdot \mathbf {p} _{1}.}
O quadrado da magnitude do trimomento da partícula medido no referencial da segunda partícula é um escalar de Lorentz.

### Medição da trivelocidade da partícula
A trivelocidade, no referencial da segunda partícula, pode ser construída a partir de dois escalares de Lorentz
{\displaystyle v_{1}^{2}=\mathbf {v} _{1}\cdot \mathbf {v} _{1}={\frac {\mathbf {p} _{1}\cdot \mathbf {p} _{1}}{E_{1}^{2}}}c^{4}.}

## Escalares mais complicados
Os escalares também podem ser construídos a partir dos tensores e vetores, da contração de tensores (como {\displaystyle F_{\mu \nu }F^{\mu \nu }}) ou combinações de contrações de tensores e vetores (como {\displaystyle g_{\mu \nu }x^{\mu }x^{\nu }}).